# تول (فرنسا)
تول (بالفرنسية: Toul)‏ هي مدينة وبلدية في إقليم مورت وموزيل في في لورين في شمال شرق فرنسا.

## تاريخ

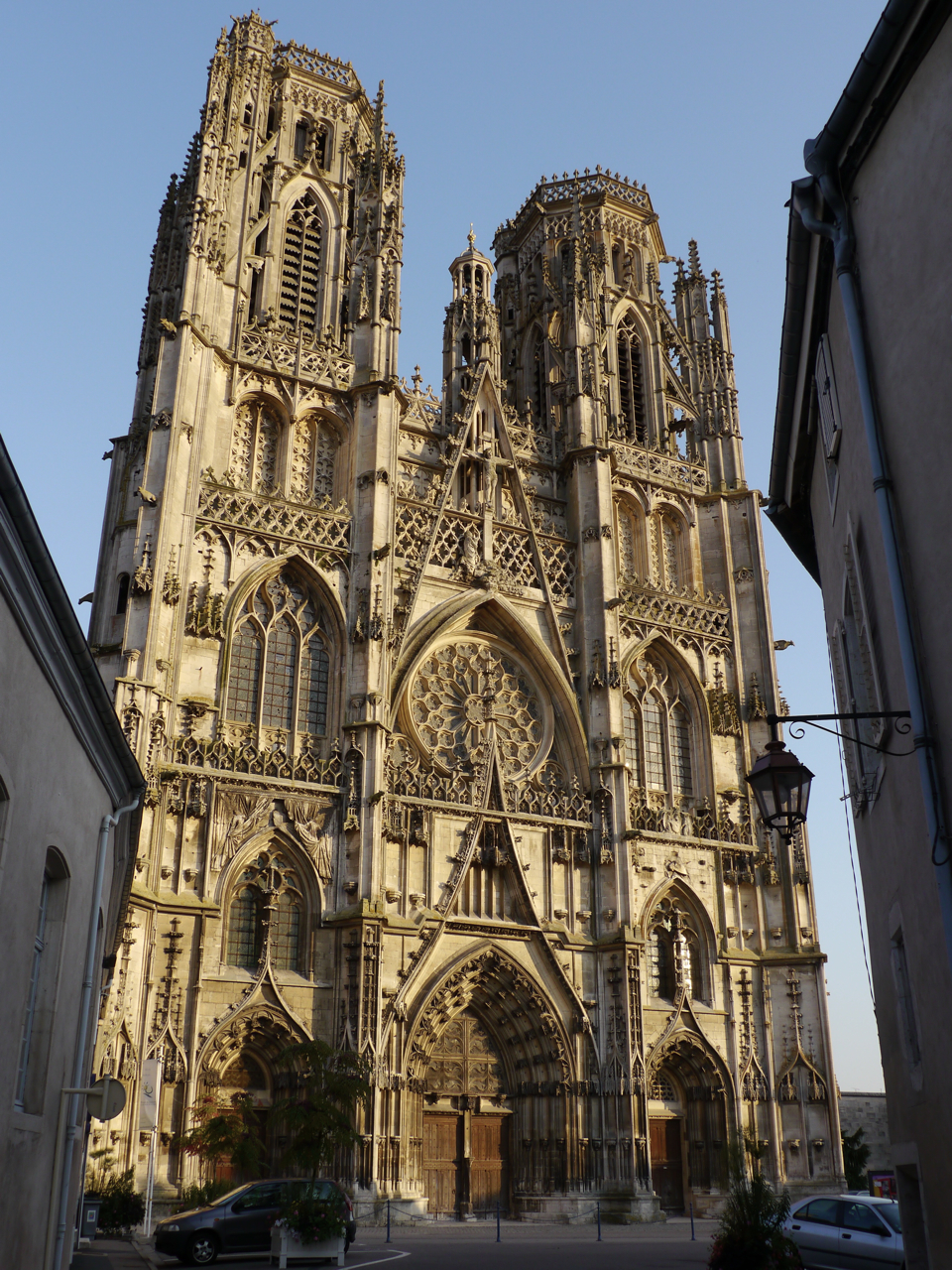
كاتدرائية تول

- ليون التاسع
- Toul.fr
- تول سياحة

## توأمة
لتول (فرنسا) اتفاقيات توأمة مع:
- هام

## أعلام
- أوكتاف لابيز
- سونيا هاغت
- روجر نيكولا
- نيكولا جولي
- جوزيف لويس
- أوجين تراين
- مارسيل بيجار